# Tullgrenella serrana
Tullgrenella serrana är en spindelart som beskrevs av Galiano 1970. Tullgrenella serrana ingår i släktet Tullgrenella och familjen hoppspindlar. Inga underarter finns listade i Catalogue of Life.